# Újvidéki Egyetem Természettudományi és Matematikai Kara
Az Újvidéki Egyetem Természettudományi-matematikai Karát (szerbül Природно-математички факултет Универзитета у Новом Саду / Prirodno-matematički fakultet Univerziteta u Novom Sadu) 1969-ben alapították. 4000 hallgatója van. 1973-tól 2005-ig megvédtek: 120 speciális munkát, 475 magiszteri munkát és 368 doktori disszertációt. Az egyetemnek jelenleg 414 dolgozója van, ebből 252 előadó - munkatárs (127 professzor, 32 docens, 46 asszisztens, 16 asszisztens jelölt, 4 felsőfokú előadó, 2 előadó és 25 kutató jelölt). Az oktatás jelenleg 65 előadóteremben és 73 laboratóriumban folyik 22 308 m²-en.

## Tanszékek
- Biológia és ökológia
- Fizika
- Földrajz – Turizmus
- Kémia
- Matematika és informatika

## Lásd még
- Újvidéki Egyetem